# Isidorus (cráter)
Isidorus es un cráter lunar que se encuentra al norte del Mare Nectaris, en la mitad oriental de la cara visible de la Luna. Forma un dúo con el un poco más grande Capella, cuyos bordes se unen a su este-noreste. Al oeste-suroeste, cruzando el mar lunar, se encuentran Mädler y el prominente Teófilo.
El borde de Isidorus es circular y algo erosionado, con varios cráteres pequeños ubicados a través del borde norte. El suelo interior ha resurgido por la lava y esta casi a nivel, a pesar de que está marcado en su extremo occidental por un cráter pequeño en forma de cuenco. Aparece un pequeño remanente de un cráter unido al borde norte de reciente formación.

## Cráteres satélite
Por convención estos elementos son identificados en los mapas lunares poniendo la letra en el lado del punto medio del cráter que está más cerca a Isidorus.
|          | \| Isidorus \| Coordenadas \| Diámetro \| \| -------- \| --------------------------- \| -------- \| \| A \| 8°00′S 33°12′E / -8.0, 33.2 \| 10 km \| \| B \| 4°30′S 33°00′E / -4.5, 33.0 \| 30 km \| \| C \| 4°48′S 31°42′E / -4.8, 31.7 \| 9 km \| \| D \| 4°12′S 34°06′E / -4.2, 34.1 \| 15 km \| \| E \| 5°18′S 32°36′E / -5.3, 32.6 \| 15 km \| \| F \| 8°42′S 34°12′E / -8.7, 34.2 \| 20 km \| \| G \| 6°24′S 31°36′E / -6.4, 31.6 \| 7 km \| \| H \| 3°54′S 32°36′E / -3.9, 32.6 \| 7 km \| \| K \| 8°54′S 33°18′E / -8.9, 33.3 \| 7 km \| \| U \| 7°54′S 31°30′E / -7.9, 31.5 \| 6 km \| \| V \| 8°54′S 30°48′E / -8.9, 30.8 \| 4 km \| \| W \| 9°24′S 32°18′E / -9.4, 32.3 \| 4 km \| |          |
| Isidorus | Coordenadas | Diámetro |
| A        | 8°00′S 33°12′E / -8.0, 33.2 | 10 km    |
| B        | 4°30′S 33°00′E / -4.5, 33.0 | 30 km    |
| C        | 4°48′S 31°42′E / -4.8, 31.7 | 9 km     |
| D        | 4°12′S 34°06′E / -4.2, 34.1 | 15 km    |
| E        | 5°18′S 32°36′E / -5.3, 32.6 | 15 km    |
| F        | 8°42′S 34°12′E / -8.7, 34.2 | 20 km    |
| G        | 6°24′S 31°36′E / -6.4, 31.6 | 7 km     |
| H        | 3°54′S 32°36′E / -3.9, 32.6 | 7 km     |
| K        | 8°54′S 33°18′E / -8.9, 33.3 | 7 km     |
| U        | 7°54′S 31°30′E / -7.9, 31.5 | 6 km     |
| V        | 8°54′S 30°48′E / -8.9, 30.8 | 4 km     |
| W        | 9°24′S 32°18′E / -9.4, 32.3 | 4 km     |